# Pijor Koling (Padang Sidempuan Tenggara)
Pijor Koling is een bestuurslaag in het regentschap Padang Sidempuan van de provincie Noord-Sumatra, Indonesië. Pijor Koling telt 5324 inwoners (volkstelling 2010).